# Remigración

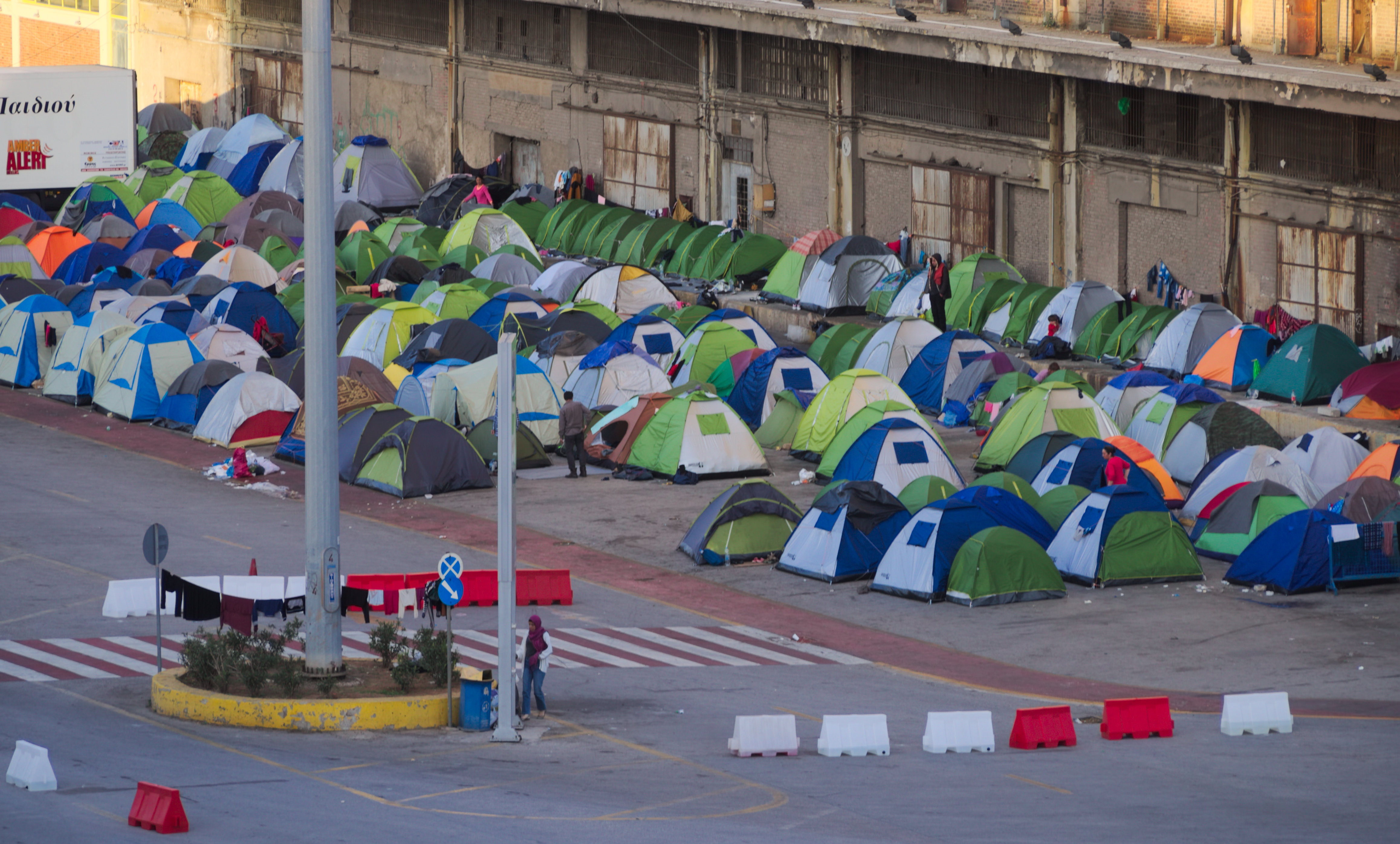
Inmigrantes proveniente del mundo islámico varados en El Pireo, Grecia, en 2016.

La remigración, o reinmigración, es un concepto político, originariamente pensado, para el retorno forzado de inmigrantes no blancos —o no originalmente europeos—, que a menudo incluyen a sus descendientes, de regreso a su supuesto lugar de origen racial sin importar el estado de ciudadanía, en lo que equivale a un tipo de limpieza étnica.
Los defensores de la remigración promueven el concepto en busca de la homogeneidad "etno-cultural" y el etnopluralismo, a fin de descifrar la naturaleza extrema de sus llamados a la deportación forzada de los no blancos. Según para Deutsche Welle, el etnopluralismo, es un concepto de que diferentes etnias requieran sus propios espacios de vida segregados, crea una necesidad fabricada para la remigración de personas con "raíces extranjeras" (población con antecedentes migratorios) desde una perspectiva eurocentrista.
Presentado por los sectores de extrema derecha europea como un remedio para la crisis migratoria y la llamada islamización de su continente, la remigración es cada vez más una posición política integral del movimiento identitario. Las investigaciones del Instituto para el Diálogo Estratégico, realizadas en abril de 2019, mostraron un claro aumento en las conversaciones sobre la remigración en Twitter entre 2012 hasta 2019.

## Concepto

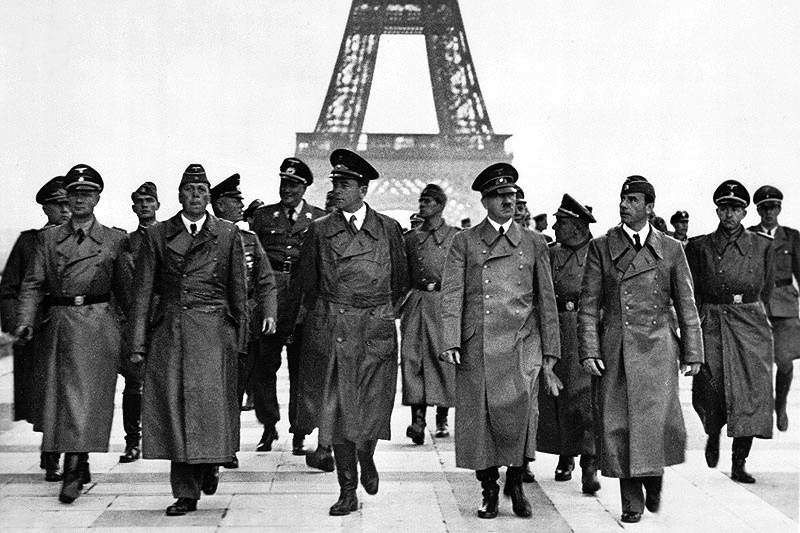
La resistencia francesa consideraba ocupante a todo alemán, sea militar o civil, y para el Gobierno de la Francia Libre todos debían volver a Alemania, por propia voluntad o de manera forzada.

El término se tiene registrado por primera vez en idioma inglés en los escritos de Andrew Willet, un teólogo de la Iglesia de Inglaterra de principios del siglo XVII.
En idioma alemán, la palabra implica el regreso del individuo a su comunidad étnica, sin una conexión necesaria a un país de origen.
Sectores de la resistencia francesa durante la Segunda Guerra Mundial invocaron el concepto de la remigración en la década de 1940, en referencia a los alemanes de la zona noroeste ocupada y el gobierno colaboracionista del general Philippe Pétain, encontrando un avance electoral con el eslogan; "Cuando lleguemos, se irán" ("Quand nous arriverons, ils partiront"). Desde la década de 2010, el movimiento identitario se ha involucrado en formas de agitprop, o una "lucha cultural" ("combat culturel"), para intentar impulsar la remigración hacia el centro del discurso político.
Los defensores de la remigración a menudo utilizan los ejemplos históricos de la expulsión de alemanes después de la Segunda Guerra Mundial de Europa Central y Oriental, así como la expulsión de los Pieds-Noirs de Argelia en 1962, luego de la guerra de independencia, como casos exitosos de remigración forzada y organizada, aunque ambos eventos dieron lugar a episodios de violencia, e incluso cientos de miles de muertes durante el éxodo alemán de finales de los años cuarenta.

## Críticas
Michael Weiss y Julia Ebner, del Instituto para el Diálogo Estratégico , han identificado el "concepto identitario de remigración" como efervescente desde 2014, y lo asociaron con los crecientes llamamientos de la extrema derecha para la deportación masiva de europeos no blancos, en lo que describieron como una forma nueva forma de apología a favor de la limpieza étnica.
Francis Combes ha descrito la remigración como una forma de demagogia que llevaría a la limpieza étnica. Argumentando, desde el ejemplo francés, que países de Europa Occidental ha tenido una herencia genética mixta desde los tiempos de los pueblos galos, ha cuestionado la practicidad de expulsar a los franceses de origen inmigrante y el número de generaciones que requerirían una investigación en busca de la pureza blanca que viene más allá de la crisis migratoria proveniente mayoritariamente del mundo islámico.

## Remigración en el discurso de la izquierda
En América Latina se dio un caso similar, pero desde el espectro de la extrema izquierda, pues el movimiento etonocacerista en 2019, propuso como solución a la crisis migratoria venezolana en Perú, devolver a todo venezolano a su país de origen de manera forzada por "no ser peruanos amerindios".